# Rhytidoponera scabrior
Rhytidoponera scabrior é uma espécie de formiga do gênero Rhytidoponera.